# La Brugeoise et Nivelles
La Brugeoise et Nivelles, ab 1977 BN Constructions Ferroviaires et Métalliques (kurz BN), war ein Metallbau-Unternehmen und ein Hersteller von Schienenfahrzeugen aus Belgien, der durch die Übernahme von  Bombardier Transportation durch Alstom zu eben dieser gehört.

## Geschichte
La Brugeoise et Nivelles entstand 1956 durch einen Zusammenschluss von La Brugeoise aus Brügge, dessen Geschichte bis ins Jahr 1855 zurückgeht, und den Ateliers Métallurgiques de Nivelles. 1977 erfolgte eine weitere Fusion mit Constructions Ferroviaires du Centre, woraufhin der Name des Unternehmens auf BN  Constructions Ferroviaires et Métalliques abgeändert wurde.
Im Jahr 1986 übernahm Bombardier Transportation 45 % der Aktien von BN, 1988 wurde der Anteil auf über 50 % aufgestockt. Fortan wurde BN in den Bombardier-Konzern integriert und zunächst als BN Bombardier Eurorail und heute als Bombardier Transportation Belgium bezeichnet. 1989 wurde die Fabrik in Nivelles geschlossen und gleich im darauffolgenden Jahr abgerissen, um Platz für ein Immobilienprojekt zu schaffen. Im Jahr 2000 wurde das Werk in Manage mit zuletzt 400 Mitarbeitern geschlossen; eine Entscheidung, die viel Aufsehen erregte, da die Sicherung von Arbeitsplätzen in der strukturschwachen Region kurz zuvor den Ausschlag für die Auftragsvergabe über 210 Doppelstockwagen des Typs M6 an Bombardier gegeben hatte. Das Werk in Manage wurde zu einem Stahlwerk umfunktioniert. Schienenfahrzeuge wurden durch Bombardier Transportation Belgium zuletzt nur noch in Brügge hergestellt, Alstom hat in Belgien ein weiteres Werk in Charleroi.

## Produkte

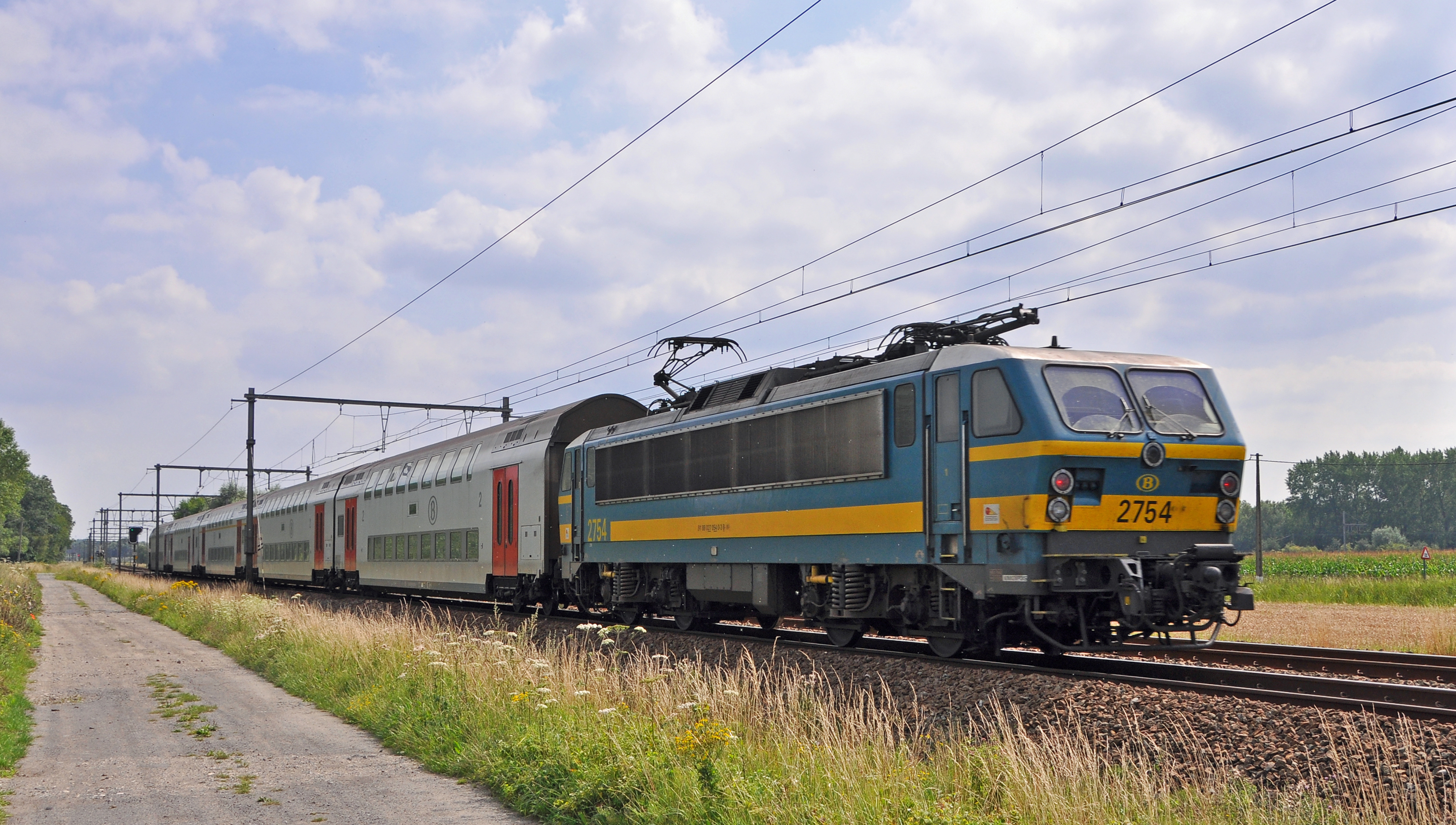
Reihe 27 in der Nähe von Brügge

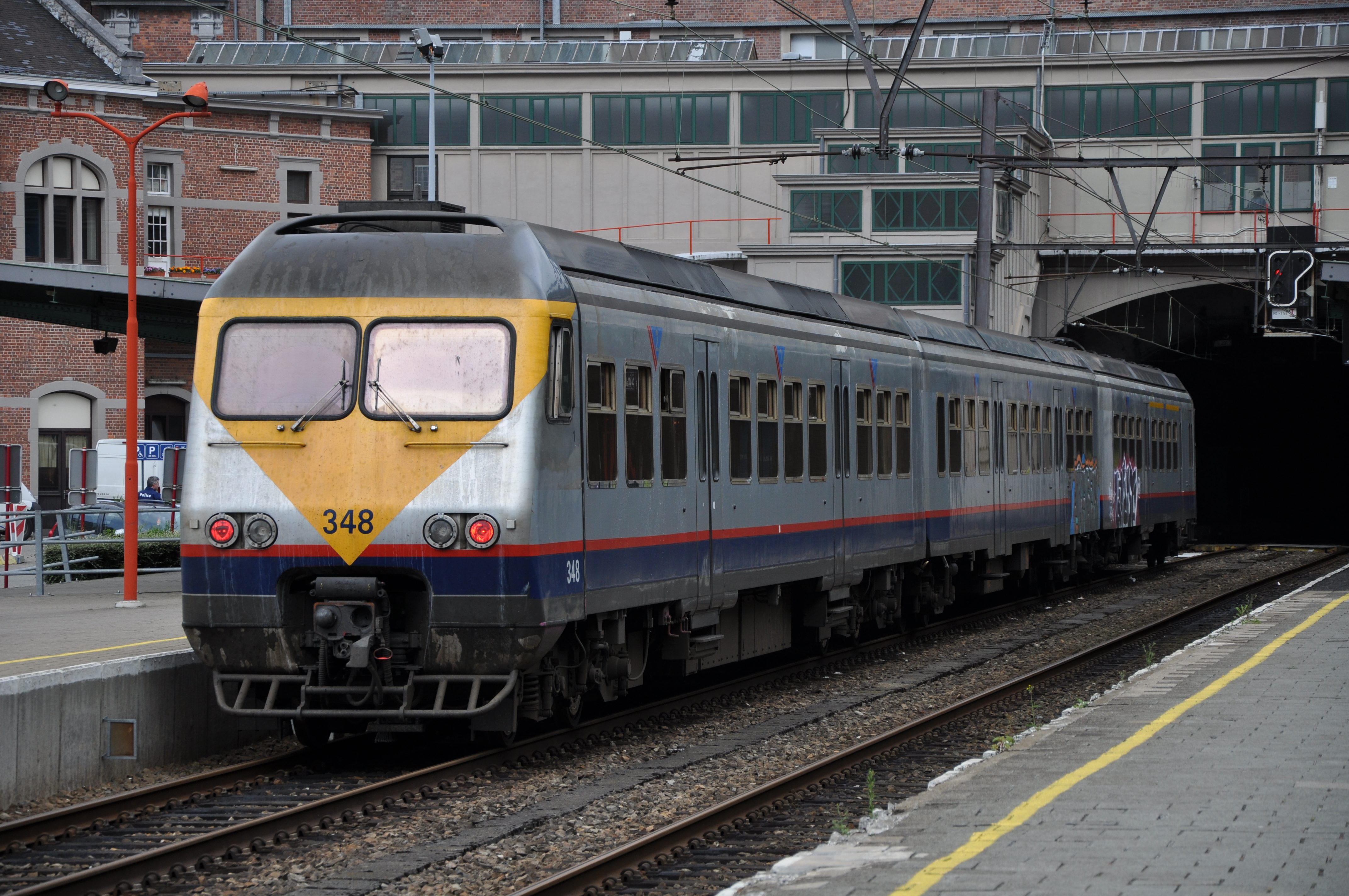
AM 80 in Verviers

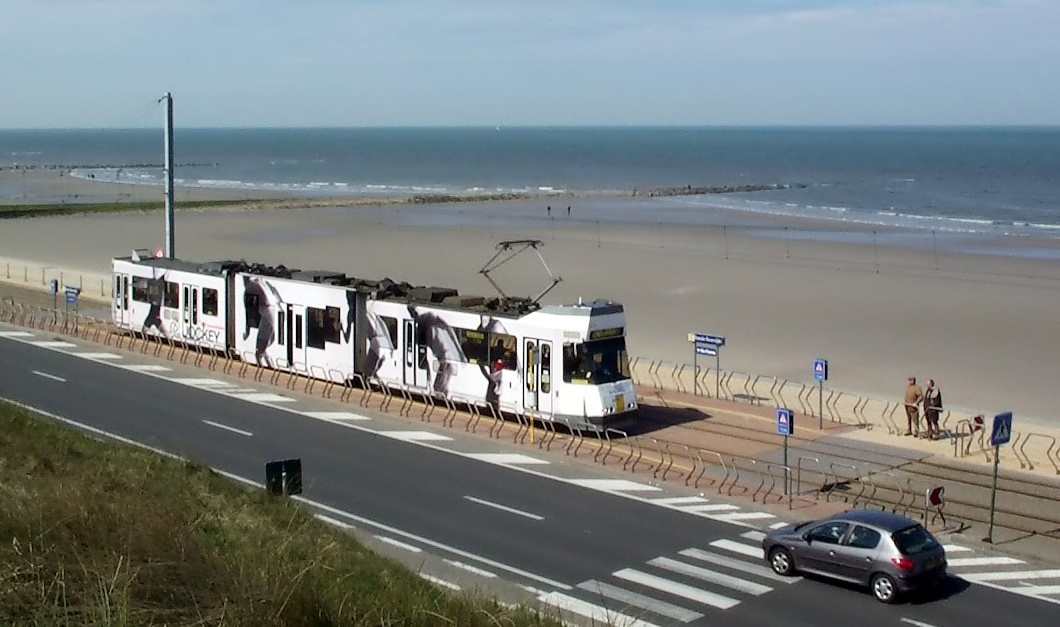
Die Kusttram-Fahrzeuge wurden ebenfalls von BN hergestellt

### Lokomotiven
- NMBS/SNCB-Reihe 23 (1955–1957)
- IR-Klasse WAM-1 (1959–1961)
- NMBS/SNCB-Reihe 55 (1961–1962)
- NMBS/SNCB-Reihe 26 (1964–1971)
- NMBS/SNCB-Reihe 20 (1975–1977)
- NMBS/SNCB-Reihe 27 (1980)
- NMBS/SNCB-Reihe 21 (1984–1988)

### Wagen
- M2-Wagen (1958–1960)
- Eurofima-Wagen (1973)

### Triebzüge
- NMBS/SNCB-Reihe 602/603 (1954) (1954–1955)
- NMBS/SNCB-Reihe AM 75 (1975–1979)
- NMBS/SNCB-Reihe AM 80 (1981–1985)
- NMBS/SNCB-Reihe AM 86-89 (1986–1991)

### U- und Straßenbahnen
- PCC-Wagen für verschiedene Betreiber
- diverse Baureihen der Straßenbahn Den Haag
- diverse Baureihen der Metro Brüssel
- Fahrzeuge der Kusttram (1980–1983)
- Triebwagen der Linie A der Metro Buenos Aires (1913–2013 im Einsatz)